# L'Infaillible Silas Lord
L'Infaillible Silas Lord est un roman policier de Stanislas-André Steeman, paru en 1937. Il met en scène Silas Lord, un personnage hors du commun qui se déclare lui-même « plus fort que Sherlock Holmes ».

## Résumé
Le narrateur raconte sa rencontre avec le détective Silas Lord. Ce dernier détaille plusieurs faits concernant le narrateur, obtenus à partir de l'observation de petits détails, à la manière de Sherlock Holmes. Mais le narrateur révèle aux lecteurs qu'en fait, à partir de ces détails, Silas Lord a fait des inductions erronées.
Cela n'empêche pas Silas Lord de résoudre plusieurs affaires mystérieuses et compliquées.

## Influences
Le personnage est nommément inspiré du détective Sherlock Holmes d'Arthur Conan Doyle. La fin du livre montre toutefois que l'auteur est aussi influencé par Fantômas, et par Ballmeyer dans Le Mystère de la chambre jaune de Gaston Leroux. Le roman est aussi un exemple d’intertextualité avec Arsène Lupin enfant (dans la nouvelle Le collier de la reine).
Silas Lord va à son tour inspirer le nom du personnage Conan Lord dans les livres de Serge Brussolo.

## Projet d'adaptation cinématographique non réalisé
Malgré de longues et multiples tentatives, Henri Storck, entre 1939 et 1943, n'arrive pas à mener à conclusion un projet d'adaptation cinématographique du chapitre du livre intitulé "Les mains qui parlent" .

## Réception critique
Marc Lits consière que ce livre est « un des romans les plus intéressants de Steeman » en raison de l'ambigüité du personnage principal.